# Uranotaenia jinhongensis
Uranotaenia jinhongensis är en tvåvingeart som beskrevs av Dong, Dong och Zhou 2003. Uranotaenia jinhongensis ingår i släktet Uranotaenia och familjen stickmyggor. Inga underarter finns listade i Catalogue of Life.